# Svač
Svač (albanski: Shas, crnogorski: Свач, latinski: Suacium) je bio srednjovjekovni grad i utvrda u Crnoj Gori. Nastao je Svač u najranijem razdoblju povijesti dukljanske države. 
Najnovija istraživanja Svača od strane crnogorskih arheologa su dovela do procjene kako je utvrda u jednom razdoblju moguće bila sjedište države Vojislavljevića, prvotne crnogorske narodne dinastije. 

### Položaj
Svač se nalazi na stijeni iznad Šaskog jezera, oko 25 km sjeveroistočno od Ulcinja, kod suvremenog sela Šas.

### Prvi pomen i značaj
Kao sjedište episkopije (Dioecesis Suacinensis), u sačuvanim povijesnim izvorima, spominje se Svač u 8. st.
No, kao naseobina je Svač sigurno stariji. Najnovija istraživanja crnogorskih arheologa su dovela do otkrića fragmenata koji potječu iz neolita, eneolita, željeznoga doba, te iz 4. st.
Rukovoditelj otkopavanja na Svaču je 2012. kazao (citat u orig.):

### Utvrda
Svač je bio okružen zidovima s kulama. 
Glavni je ulaz bio sa sjeverne strane, gdje se nalaze i tragovi podgrađa (lat. suburbium). Ispred ulaza, van zidina,  pronađeni su ostaci jedne manje crkve. 
Unutar zidina, pored ulaza, bila je katedrala sv. Ivana sazidana 1300. godine. Ta je katedrala moguće na temelju starijeg sakralnog zdanja, jer je apsida katedrale ubačena u prizemlje starijeg zdanja od kojeg očuvan kat. 
Na južnoj se strani utvrde stijene sokomito spuštaju prema jezeru. Pretpostavlja se da se tuda spuštalo do vode. Tu su zamjećeni ostaci kapije.
Unutar suvremenog arheološkog nalazišta Svač pronađeni su fragmenti zgrada za stanovanje. 
Platformu Svača znanstvenici procjenjuju na oko 6 ha.

### Broj crkava
Prema legendi, Svač je imao crkava koliko u godini dana. U stvarnosti, do konca 2012. godine, crnogorski arheolozi su pronašli 15 crkava, no vjeruje se kako ih ima još.

### Razaranja Svača
Svač je razorio srpski vladar Stefan Nemanja godine. 
Nemanjin sin, prvi srpski kralj Stefan Prvovjenčani, u spisu o svom ocu Žitje. Sv. Simeona, izvješćuje da je Nemanja, osim Drivasta, Skadra, Ulcinja, "grad slavnoga Bara"... također srušio i Svač: 
No, kasnije je Svač obnovljen, da bi početkom 16. st. život u njemu, vjerojatno zbog nadiranja Turaka, potpuno zamro.

## Vanjske poveznice
- (crnog.) Maksut Dž. Hadžibrahimović: Antički i srednjovjekovni grad Svač, Montenegrina - digitalna biblioteka crnogorske kulture i nasljedja